# Reproduction chez les macaques
Les stratégies d'histoire de vie sont l'ensemble des solutions évolutives à la disposition des individus d'une espèce pour assurer leur survie à court terme (croissance, entretien du corps) et à long terme (reproduction). Ces différentes stratégies de reproduction, nommées « traits d'histoire de vie », sont caractérisées par les diverses quantité de temps, d'énergie et de ressources consacrées respectivement aux trois pôles de la survie : la croissance, l'entretien du corps et la reproduction. Par exemple, si l'on utilise tout son temps, son énergie et ses ressources à se reproduire, la stratégie est alors de promouvoir un fort potentiel de reproduction, mais ceci aura des conséquences sur la croissance qui sera faible ou nulle et l'état du corps qui ne sera pas entretenu et deviendra faible ou malade.
Les stratégies reproductives, qui comprennent aussi les efforts de recherche du partenaire sexuel et d'élevage des jeunes, sont l'une des composantes des stratégies d'histoire de vie. Les stratégies reproductives d'un individu sont les périodes de la vie comprises entre le début de la reproduction et la cessation de celle-ci. Chez les macaques, comme chez presque tous les mammifères, les deux sexes poursuivent des stratégies différentes caractérisées par deux distinctions majeures. 
- Premièrement, au sein de l'espèce, les femelles mûrissent plus rapidement que les mâles, un processus connu sous le nom de « bimaturisme sexuel ».
- Deuxièmement, le succès reproductif des femelles consiste à réussir à élever des descendants tandis que chez les mâles il consiste simplement à produire des descendants.

## Début de la reproduction
La cascade de stimuli neurobiologiques déclenchant la maturation reproductive est la même chez les mâles et les femelles macaques. Des pics d'hormone gonadostimulante (GnRH) produisent de fortes élévations du taux de polypeptides (hormone lutéinisante LH' et hormone folliculo-stimulante FSH) qui engendrent une production de stéroïdes sexuels (œstrogènes ou testostérone) par les gonades. Ces stéroïdes sexuels, à leur tour, stimulent la production (chez les mâles) ou l'expulsion (chez les femelles) de gamètes, c'est le début de la gamétogenèse. 
Quand il est pleinement fonctionnel, le follicule situé au sein de l'ovaire va expulser un œuf. En outre, cet événement est peu fréquent au cours de la vie d'une femelle macaque car l'essentiel de sa vie d'adulte est passée soit en gestation soit en allaitement.
Chez les mâles, la spermatogenèse débute à la puberté et les testicules produisent du sperme durant tout le restant de la vie.
Chez les mâles, le premier signe d'accomplissement du potentiel reproductif est la descente testiculaire, tandis que chez les femelles macaques, il s'agit du rougissement de la peau sexuelle située dans la zone ano-génitale (ou périnéale), qui parfois subit aussi un gonflement. 

### Maturation reproductive des mâles
La durée plus longue de la phase de maturation reproductive des mâles, comparée à celle des femelles, permet à ceux-ci non seulement d'accroître leur taille corporelle, mais leur permet également d'acquérir les aptitudes sociales régulant le succès reproductif. En moyenne, l'intervalle entre l'apparition de la capacité reproductive et l'achèvement complet de la masse corporelle adulte nécessite chez les mâles macaques de 4 à 6 années. Pendant cette longue période adolescente, les mâles macaques émigrent de leur groupe natal et soit rejoignent directement un nouveau groupe, soit mènent une existence solitaire, avec une intégration dans les groupes possiblement facilitée par des interactions sociales ou agressives avec des femelles. Par exemple, les sollicitations des femelles vis-à-vis des mâles extérieurs au groupe pendant la saison de reproduction précèdent parfois leur immigration dans le groupe, bien que ce processus nécessite généralement plusieurs semaines à plusieurs mois. Les mâles macaques peuvent demeurer dans la même troupe ou changer de troupe tout au long de leur vie. Les facteurs régulant la durée de maintien dans une troupe ne sont pas encore clairement élucidés. Un allongement de la durée de maintien dans un groupe est couplé à une baisse du succès d'appariement chez le macaque rhésus et le macaque japonais. Le choix du partenaire par les femelles et le nombre de femelles sexuellement réceptives pourrait influencer la durée de maintien des mâles dans le groupe. La dispersion des mâles présente vraisemblablement des coûts sur certains traits d'histoire de vie, notamment en termes d'élévation du risque de succomber de prédation, des suites de blessures ou de maladies. Mais ces coûts sont, semble-t-il, compensés par l'avantage lié au choix des femelles qui donnent préférence aux nouveaux arrivants.
Le processus d'intégration dans un nouveau groupe varie aussi bien au sein de la même espèce que d'une espèce à l'autre chez les macaques. Chez le macaque de Taïwan, le mâle alpha tente de limiter le flot des nouveaux arrivants à la périphérie de la troupe, alors que chez le macaque rhésus, les mâles pénètrent dans le nouveau groupe au plus bas échelon de la hiérarchie de dominance. Les macaques à bonnet semblent avoir quelques difficultés à immigrer et les relations inter-mâles sont plutôt placides. Les macaques crabiers vivent souvent seuls après avoir quitté le groupe de naissance, une stratégie d'appariement qui a pour effet d'accroître la taille corporelle avant l'immigration et de permettre de défier les mâles adultes de hauts rangs. La position hiérarchique et l'accès à la reproduction tendent à être étroitement liées chez cette espèce. Chez le macaque japonais, les mâles intègrent souvent de nouvelles troupes en tant que subordonnés quand la taille du groupe est importante mais proche de basculer, ou supplantent le mâle dominant lorsque le groupe est de petite taille.
Il est assez difficile de documenter avec précision le début de la reproduction chez les mâles notamment en raison de la dispersion géographique des individus du groupe combinée avec une tendance des femelles aux accouplements multiples avec différents mâles. Les jeunes mâles acquièrent l'aptitude à la pénétration des femelles bien avant d'avoir accès aux femelles réceptives. Chez le macaque rhésus, les mâles produisent du sperme fertile vers trois ans et demi, mais seulement une fraction des mâles obtiennent une descendance avant cinq ans. Au moment de la descente testiculaire, les testicules ont une taille variant de 7 à 50 % de la taille adulte mais sont déjà fonctionnels. Aussi bien le macaque berbère que chez le macaque rhésus, les mâles dominants ont tendance à quitter leur groupe natal avant les subordonnés et les analyses génétiques révèlent que ce schéma de migration est associé à la naissance des premiers descendants dans la troupe natale.

### Maturation reproductive des femelles
La condition corporelle, les taux de croissance et le programme d'activité influencent l'état métabolique, qui, à son tour, a de fortes répercussions sur le rythme de maturation reproductive. L'hypothalamus, qui possède les cellules neurosécrétoires de GnRH, est le siège des mécanismes neuronaux qui régulent à la fois l'ingestion alimentaire et la dépense énergétique. Avant la puberté, la sécrétion pulsative initiale de GnRH commence de façon particulière car le pic neuroendocrinien a lieu lorsque se lève l'inhibition qui l'empêchait jusqu'alors en période juvénile.